# Altes Rathaus (Schöppingen)

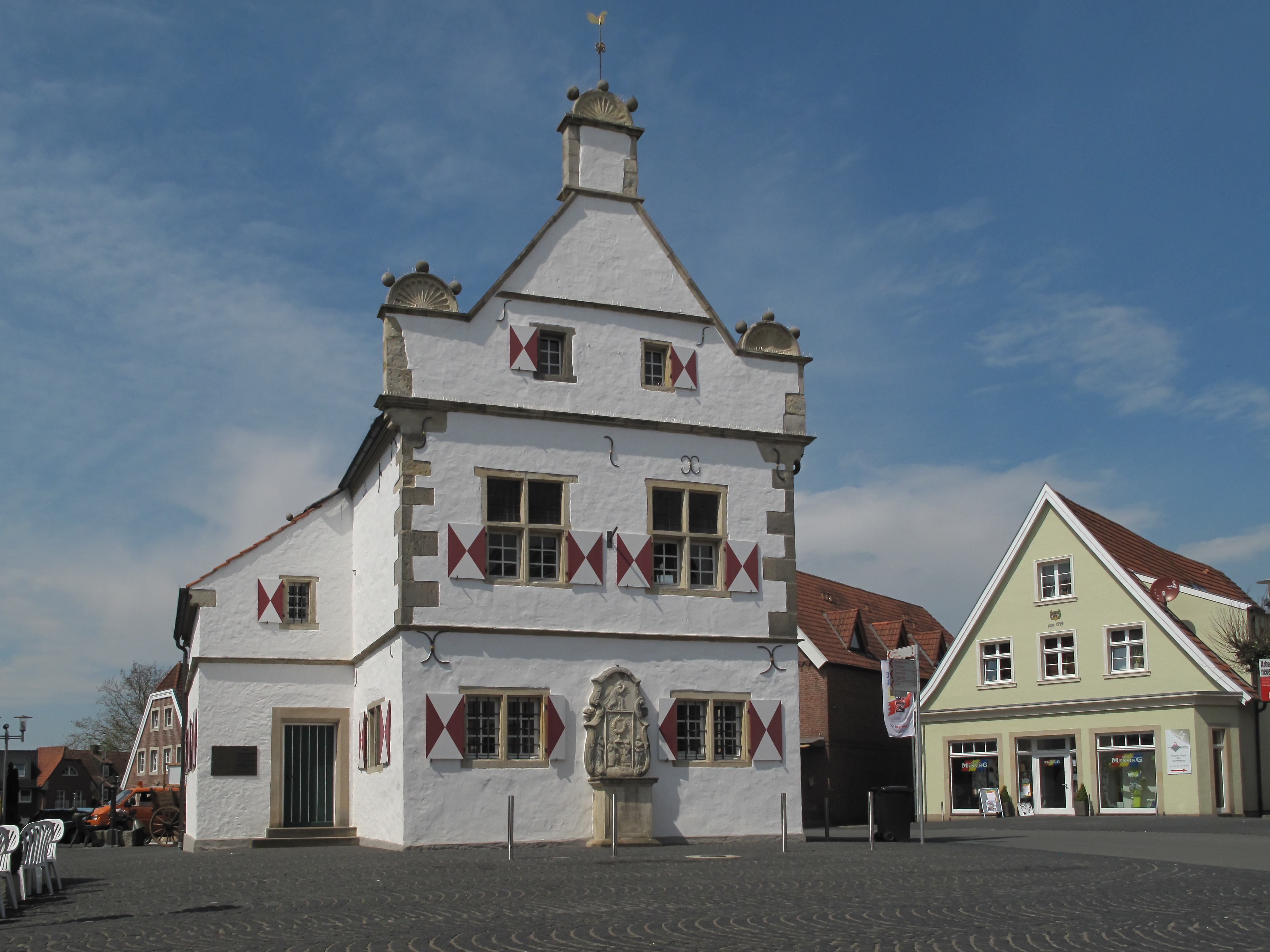
Altes Rathaus Schöppingen (2012)

Das Alte Rathaus ist ein denkmalgeschütztes Profangebäude in Schöppingen im Kreis Borken (Nordrhein-Westfalen).

## Geschichte und Architektur
Der kleine, zweigeschossige Putzbau mit münsterischen Dreistaffelgiebeln und kugelbesetzten Halbkreisaufsätzen steht an einer platzartigen Verbreiterung der Hauptstraße. Nach einer Bezeichnung wurde er 1583 errichtet. Die Wände sind symmetrisch durch Kreuzstock- und Pfostenfenster sowie Gesimse und Eckquaderung gegliedert. An der Westseite befindet sich eine Fronleichnamsstation vom 18. Jahrhundert. Das Sandsteinrelief stellt die Anbetung der Hostie durch zwei Stifter dar.